# Astracantha albispina
Astracantha albispina là một loài thực vật có hoa trong họ Đậu. Loài này được (Sirj. & Bornm.) Podlech miêu tả khoa học đầu tiên.